# Colbún
Colbún (en mapudungun : nettoyage de la terre) est une commune du Chili faisant partie de la province de Linares, elle-même rattachée à la région du Maule. En 2012, sa population était de 19 361 habitants (8 943 hommes et 8 676 femmes), et de 16 950 habitants en 1992. Le chef-lieu communal est la ville homonyme.

## Géographie
Colbún est la plus grande commune de la province de Linares et une des plus grandes communes de la région. Le territoire communal s'étend sur 2 900 km². La ville de Colbún se trouve à 45 km au sud-est de Talca, le chef-lieu régional, et à 24,5 km au nord-est de Linares, le chef-lieu provincial. Colbún est bordée à l'ouest par Yerbas Buenas, au sud-ouest par Linares et Longaví, au nord par San Clemente (province de Talca), à l'est et au sud-est par l'Argentine, et au sud par San Fabián (province de Ñuble) et Parral.
Les coordonnées géographiques de Colbún sont : latitude 35° 42' 0 sud ; longitude 71° 25' 0 ouest ; altitude 239 mètres.

## Histoire
La commune de Colbún a été fondée officiellement le 30 décembre 1927. Précédemment, la commune était dénommée Panimávida et son chef-lieu était le village homonyme. La commune de Panimávida avait été fondée le 6 mai 1906.

## Administration communale
Le maire de Colbún est M. Hans Heyer González (Rénovation nationale) et les conseillers sont:
- Rodrigo Muñoz Marín (indépendant-Parti communiste du Chili)
- Samuel Álvarez Cerda (Rénovation nationale)
- Orgides Araya Carrera (Rénovation nationale)
- Jorge Antonio Dedes Franc (Union démocrate indépendante)
- María Riveros Medina (Parti radical social démocrate)
- Hernán Núñez Ramos (Parti pour la démocratie; PPD)

## Tourisme
Deux localités célèbres pour leur thermes, "Termas de Quinamávida" et "Termas de Panimávida", se trouvent sur la commune de Colbún. Par ailleurs, la commune produit de l'électricité hydraulique grâce aux grandes centrales de Colbún et Machicura sur son territoire. Le barrage et lac artificiel de Colbún est devenu un lieu populaire de loisirs et de sports aquatiques même si ceux-ci sont dépendants, naturellement, des variations du niveau de l'eau. À proximité de Panimávida se trouve le petit village de Rari, célèbre pour les objets d'artisanat multicolores en crin de cheval, faits à la main par des artisanes expertes.

Position de Colbún (en rouge) au sein de la région du Maule.